# Desa Koranji (administrativ by i Indonesien, Banten, lat -6,25, long 106,10)
Desa Koranji är en administrativ by i Indonesien.   Den ligger i provinsen Banten, i den västra delen av landet, 80 km väster om huvudstaden Jakarta.